# Українці, які загинули під час війни в Афганістані (1979-1989 рр.)

## Українці,які загинули під час війни в Афганістані (1979-1989 рр.)
| Прізвище, ім'я, по батькові    | Про особу | Підрозділ (рід військ) | Дата смерті       | Обставини смерті |
| ------------------------------ | --- | ---------------------- | ----------------- | --- |
| Казаков Андрій Володимирович   | 1 серпня 1961, Топки Кемеровської області. Старший лейтенант. Закінчив Новосибірське вище політичне училище. В ДРА з вересня 1983 року на посаді заступника командира роти по політчастині. Брав участь у 57 бойових операціях. Нагороджений трьома орденами Червоної Зірки. Нагороджений орденом червоного прапору (посмертно). Залишилися мати, дружина та дочка. |                        | 2 березня 1985    | Загинув у авіакатастрофі. Похований в місті Біла Церква. |
| Цмокно Олексій Васильович      | 30 березня 1950, Малоантонівка Білоцерківського району. Капітан. Закінчив Київське вище танкове інженерне училище. В ДРА служив з березня 1983 року радником заступника командира піхотного полку афганської республіканської армії. Неодноразово брав участь у плануванні і проведенні бойових операції. Нагороджений орденом Червоної Зірки (посмертно). |                        | 23 листопада 1983 | Під час проведення бойової операції. Похований в рідному селі. |
| Крауз Олександр Володимирович  | 11 березня 1961, Борщагівка. Рядовий. З липня 1980 служив в окремому розвідувальному батальйоні в районі Баграма. Нагороджений орденом Червоної Зірки (посмертно). |                        | 2 травня 1981     | Дозор був атакований поблизу міста Чірікар. Його БРДМ зазнав попадання з гранатомету. Екіпаж вирішив вступити в бій, в якому Олександр отримав смертельні поранення.                                |
| Грушко Ростислав Ігоревич      | 7 травня 1958 року в Житомирі. Прапорщик. Служив в Білоцерківському гарнізоні. В ДРА був двічі 1981-1983 роках та з липня 1988. Під час бойових дій надавав невідкладну медичну допомогу пораненим. За зразкове виконання службових обов’язків, мужність і відвагу нагороджений медаллю «За бойові заслуги» і орденом Червоної Зірки (посмертно). |                        | 27 серпня 1988    | Під час супроводу колони одержав тяжке поранення, але залишився на полі бою доти, доки не втратив свідомості. При евакуації в медсанбат помер. Похований на Лук'янівському кладовищі в місті Києві. |
| Алексєєв Віктор Володимирович  | 10 листопада 1956, Біла Церква. Прапорщик. В ЗС СРСР призваний в 1978. В ДРА з травня 1981 на посаді командира кулеметно-гранатометного взводу. За мужність і відвагу нагороджений орденом Червоної Зірки (посмертно). |                        | 2 липня 1982      | Смертельно поранений у бою. Похований в місті Біла Церква. |
| Линник Володимир Григорович    | 14 липня 1958, Сидорівка Корсунь-Шевченківського району Черкаської області. Прапорщик. В ДРА направлений в лютому 1984 на посаду командира взводу. За мужність і відвагу нагороджений орденом Червоної Зірки (посмертно). |                        | 5 вересня 1985    | Загинув в бою. Похований в рідному селі. На будинок школи де він вчився встановлена меморіальна дошка.                                                                                              |
| Гаврилюк Сергій Вікторович     | 5 травня 1962, Одеса. Лейтенант. В ЗС СРСР перебував з 4 серпня 1979. Після Київського Суворовського училища закінчив Київське вище загально-військове командне училище ім. М.В. Фрунзе. В ДРА з 1984 року на посаді командира мотострілецького взводу. За зразкове виконання службових обов’язків, мужність і відвагу нагороджений орденами Червоної Зірки та Червоного Прапору (посмертно).                                                                                         |                        | 5 квітня 1985     | Загинув в бою. Похований у смт Крижопіль Вінницької області, де його ім’ям названа вулиця і школа.                                                                                                  |
| Середа Іван Олександрович      | 20 січня 1961, Киданівка Богуславського району. Молодший сержант. Після школи закінчив Білоцерківське профтехучилище №13. 5 листопада 1981 призваний в Збройні Сили СРСР. В 1981 був направлений в Афганістан на посаду командира автомобільного відділення. Здійснював автомобільні перевезення по маршруту Кабул – Кандагар. Нагороджений орденом Червоної Зірки (посмертно). |                        | 16 січня 1982     | На під’їзді до міста Кандагар колона з боєприпасами попала в засідку. Під час тяжкого бою І.Середа загинув. Похований в рідному селі.                                                               |
| Кураєв Олександр Іванович      | 3 серпня 1956, Узин. Рядовий. До армії працював на Білоцерківському шинному заводі. В Збройні Сили СРСР призваний 10 жовтня 1977 Білоцерківським військовим комісаріатом. Після здобуття військової спеціальності авіаційного техніка служив в Узинському полку дальньої авіації. В Республіці Афганістан перебував з жовтня 1980 на посаді старшого механіка групи обслуговування літаків.                                                                                           |                        | 6 березня 1981    | Помер внаслідок тяжкої хвороби. Похований в м. Узині. |
| Петренко Петро Петрович        | 2 липня 1968, Волинська область. Рядовий. 10 жовтня 1986 призваний до армії. У лютому 1987 його перевели служити в автомобільний батальйон у м. Шиндант. Нагороджено орденом Червоної Зірки (посмертно). |                        | 16 травня 1988    | Підрив машини на міні. |
| Бідний Борис Васильович        | 15 жовтня 1935, Мала Виска Кіровоградської області. Старший прапорщик. Працював водієм. В Збройні Сили СРСР був призваний 3 жовтня 1954 року Маловиськівським районним військкоматом. В Демократичній Республіці Афганістан з квітня 1983 на посаді старшини роти. Неодноразово разом зі своїми підлеглими під вогнем противника відновлював злітні смуги аеродромів. Нагороджений орденом Червоної Зірки (посмертно).                                                                |                        | 3 вересня 1984    | Загинув року при виконанні бойового завдання. Похований у м. Узині. |
| Каргашилов Олександр Якович    | 2 липня 1952, Остроженськ Воронезької області. Майор. У Збройних Силах СРСР з 1 вересня 1969. Закінчив Тамбовське артилерійсько-технічне та Пензенське вище артилерійське інженерне училище. В ДРА відбув у липні 1984 з посади начальника служби ракетно-артилерійського озброєння 229-го гвардійського мотострілецького полку 72-ї гвардійської мотострілецької дивізії. Брав участь у 13 бойових операціях. За мужність і відвагу нагороджений орденом Червоної Зірки (посмертно). |                        | 20 березня 1985   | Загинув у авіакатастрофі. Похований у місті Біла Церква. |
| Шелоумов Валерій Іванович      | 1 січня 1940, Жмеринка Вінницької області. Прапорщик. Працював художником-оформлювачем на залізничній станції Жмеринка. В Збройні Сили СРСР призваний 10 жовтня 1959 Жмеринським райвійськкоматом. У республіці Афганістан з жовтня 1983 на посаді начальника секретного відділення з’єднання. |                        | 23 грудня 1984    | Помер внаслідок тяжкої хвороби. Похований у м. Біла Церква. |
| Отаманенко Анатолій Федорович  | 24 серпня 1958, Яблунівка Білоцерківського району. Рядовий. Після закінчення Білоцерківського СПТУ №13 працював водієм-кранівником. В ЗС СРСР призваний 4 січня 1980. В ДРА з лютого 1980. За мужність і відвагу нагороджений орденом Червоної Зірки (посмертно). |                        | 5 жовтня 1980     | Напад на колону. Похований в рідному селі. Його іменем названо поле, на школі, де він вчився, встановлена пам’ятна дошка.                                                                           |
| Шевченко Ігор Миколайович      | 29 березня 1964, Сухоліси Білоцерківського району. Рядовий. Після закінчення профтехучилища працював на Білоцерківському заводі «Будіндустрія». 31 березня 1983 призваний до лав ЗС СРСР. В ДРА з 19 червня 1983 в підрозділі охорони радянських спеціалістів в м. Мазарі-Шаріф. Нагороджений орденом Червоної Зірки (посмертно). |                        | 29 жовтня 1984    | Засада бойовиків. Похований в рідному селі. Його іменем названо поле сільськогосподарського підприємства с. Сухоліси.                                                                               |
| Хоменко Віктор Іванович        | 26 лютого 1955, м. Біла Церква. Прапорщик. Після закінчення строкової служби закінчив школу прапорщиків. У жовтні 1981 у складі батальйону охорони відбув в ДРА в м. Шиндант на посаду старшини роти. |                        | 12 травня 1982    | Помер у Київському військовому госпіталі від черевного тифу. Похований в м. Біла Церква. |
| Терещенко Володимир Іванович   | 26 листопада 1960, радгосп «Степовий» Кустанайській області. Старший лейтенант. У ЗС СРСР з 5 жовтня 1978. З Білоцерківського гарнізону в березні 1984 направлений в ДРА на посаду начальника розвідки артилерійського дивізіону. Нагороджений орденом Червоної Зірки (посмертно). |                        | вересень 1984     | Загинув у бою під час нападу великого загону моджахедів на населений пункт Бакарі провінції Логар. Похований в селі Чупахівка Охтирського району Сумської області.                                  |
| Єгоров Олександр Броніславович | 26 квітня 1963, Миргород Полтавської області. Лейтенант. Закінчив Кіровське військове авіатехнічне училище. В ДРА з вересня 1984 року. Як борт технік вертольота Мі-6 зробив 235 бойових вильотів і налітав 210 годин. Нагороджений орденом Червоної Зірки та афганським орденом Червоного Прапора ( посмертно). |                        | 14 березня 1985   | Пілот ВПС ДРА, виконуючи вимушену посадку, зіткнувся з вертольотом, в екіпажі якого був Олександр. Всі загинули. Похований в м. Біла Церква.                                                        |